# 福岡市市民福祉プラザ
福岡市市民福祉プラザ（ふくおかししみんふくしプラザ）は、福岡県福岡市中央区荒戸3丁目3番39号にある福岡市立の福祉施設。愛称「ふくふくプラザ」。

## 概要
福岡市市民福祉プラザは、福岡市民に福祉への理解を深めるための情報発信、人材教育を目的とした市民福祉の総合センター。民間の福祉事業の支援なども行っており、総合的な福祉事業や団体の交流施設となっている。
1F, 2Fでは、公衆無線LANのFukuoka City Wi-Fiが利用できる他、5, 6Fの研修室でも無料Wi-Fiが利用できる。
- 1階 -総合案内 / ふくふくホール / 喫茶・レストラン / パン・障がい者施設製品販売 / キャッシュサービスコーナー / 資料展「引揚港・博多」 / 管理事務室 / 重度障がい者トイレ

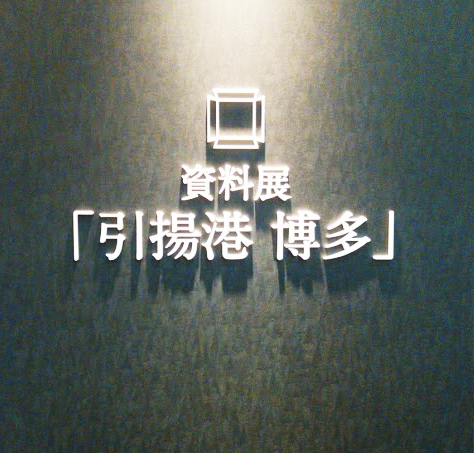
資料展「引揚港　博多」

- 2階 -福祉図書・情報室 / 社会福祉協議会地域福祉部・ボランティアセンター / 共同募金会福岡市支会 / 201会議室 / 録音室
- 3階 -介護実習普及センター（福祉用具展示場） / 住宅改造相談センター / 福祉相談コーナー / 交流ひろば / 障がい者スポーツ協会 / 聴覚障がい者情報センター / 社会福祉協議会地域福祉課・福岡ファミリーサポートセンター
- 4階 -福岡市身体障害者福祉協会 / 障がい者110番相談室 / 福岡市身体障がい者結婚相談所・福岡市障がい者社会参加推進センター / 福岡市手をつなぐ育成会 / 福岡市老人クラブ連合会 / 福岡市社会福祉事業団 / 福岡市精神保健福祉協議会 / 障がい者より良い暮らしネット / 福岡市遺族会連合会 / 福岡市原爆被害者の会（通称：福岡市折鶴会） / 福岡市ろうあ協会 / 福岡市民生委員児童委員協議会 / 団体連絡室/401会議室 / 402会議室
- 5階 -501研修室 / 502研修室 / 503研修室 / 介護実習室 / 音楽室 / 軽運動室 / 調理実習室 / 視聴覚室
- 6階 -保育実習室 / 601研修室 / 602研修室 / 603研修室 / 和室研修室 / 604研修室 / 講師控室 / 保育協会